# 尋寶

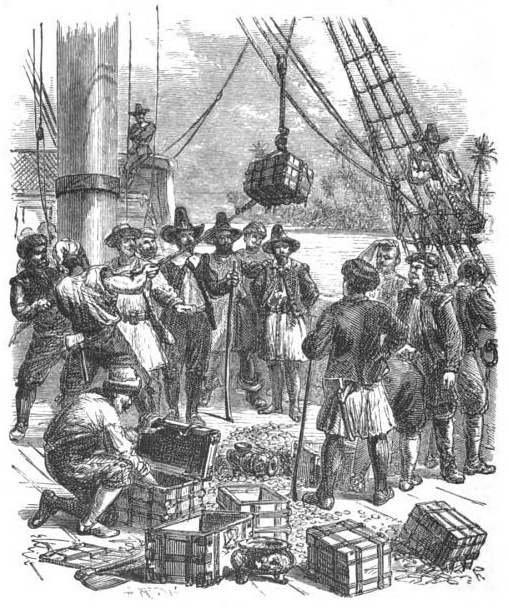
麻薩諸塞州尋寶人威廉·菲普斯爵士於1687年從西班牙沉船打撈上來的寶藏

尋寶，泛指尋找寶藏的行為，例如到沉船遺跡取回文物。尋寶往往具備爭議，亦可能涉及黑市的古董交易。

## 以尋寶為題的電影
- 《夺宝奇兵》系列
- 《驚天奪寶》系列